# Список правителів королівства Дехейбарт
Список правителів королівства Дехейбарт — перелік королів, що панували в державі Дехейбарт. Започатковано у 920 році, коли трон посіли правителі династії Аберфрау. В подальшому королями були переважно прежставники династії Діневур. З 1136 року частина дехейбарту перетворилося на князівства, де панували самостійні князі. Останній помер у 1216 році.

## Королі

### Династія Аберфрау
- Гівел Добрий, 920—950 роки
- Родрі ап Гівел, 950—953 роки
- Едвін ап Гівел, 950—954 роки
- Овейн ап Гівел, 950—987 роки

### Династія Диневур
- Маредид ап Овейн, 987—999 роки
- Кінан ап Гівел, 999—1005 роки
- Едвін II, 1005—1018 роки
- Кадел ап Ейніон, 1005—1018 роки

### Династія Рудлан
- Ллівелін ап Сейсілл, 1018—1023 роки

### Династія Іестіна
- Родерех ап Іестін, 1023—1033 роки

### Династія Диневур
- Гівел II, 1033—1044 роки
- Маредид II, 1033—1035 роки

### Династія Рудлан
- Гріфід ап Ллівелін, 1044—1047 роки (вперше)

### Династія Іестіна
- Гріфід II, 1047—1055 роки

### Династія Рудлан
- Гріфід ап Ллівелін, 1055—1063 роки (вдруге)

### Династія Диневур
- Маредид III, 1063—1072 роки
- Ріс I, 1072—1078 роки
- Ріс II, 1078—1093 роки

## Князі
- Гріфід ап Рис, 1136—1137 роки
- Анарауд ап Гріфід, 1137—1143 роки
- Кадел ап Гріфід, 1143—1153 роки
- Маредид ап Гріфід, 1153—1155 роки
- Ріс ап Гріфід, 1155—1197 роки
- Гріфід ап Ріс ап Гріфід, 1197—1201 роки
- Майлгун ап Ріс, 1199—1216 роки